# Pazmije Lichtensteinova
Pazmije Lichtensteinova (Causus lichtensteinii) je druh jedovatého hada, který žije v západní a střední Africe na území Angoly, Demokratické republiky Kongo Ghany, Guiney, Kamerunu, Keni, Libérie, Nigérie, Rovníkové Guiney, Středoafrické republiky, Ugandy a Zambie Nejsou známy žádné poddruhy tohoto druhu. Průměrně dorůstá délky 30–55 cm, nejdelší známý jedinec měřil 70 cm.